# T-Mobile Arena
För den tjeckiska arenan som använde namnet T-Mobile Arena mellan 2002 och 2008, se Tipsport Arena, Prag
T-Mobile Arena är en inomhusarena i Paradise, Nevada i USA. Arenan började byggas den 1 maj 2014 och stod färdig den 27 maj 2015 till en kostnad på $375 miljoner. Invigningen skedde den 6 april 2016. Dagen efter förvärvade den tyska telekommunikationsföretaget T-Mobile namnrättigheterna till arenan fram till 2026 till ett värde av omkring $60 miljoner.
Den primära hyresgästen är  ishockeylaget Vegas Golden Knights, som spelar i den nordamerikanska proffsligan National Hockey League (NHL) från och med säsongen 2017–2018.